# وولوکونوفکا (شهرستان چرمنیانسکی، استان بلگورود)
وولوکونوفکا (انگلیسی: Volokonovka, Chernyansky District, Belgorod Oblast) یک شهرک در بخش چرمنیانسکی استان بلگورود کشور روسیه است.